# Sensor d'aparcament

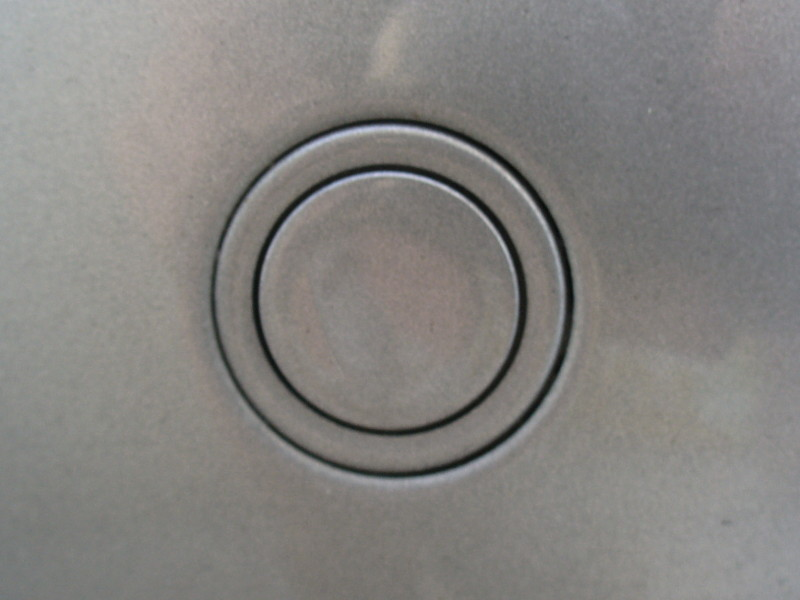
Sensor d'aparcament ultrasònic

Els sensors d'aparcament són sensors de proximitat per vehicles automòbils dissenyats per alertar el conductor dels obstacles mentre està aparcant. Aquests sistemes poden empra sensors electromagnètics o ultrasònics.

## Sistemes ultrasònics

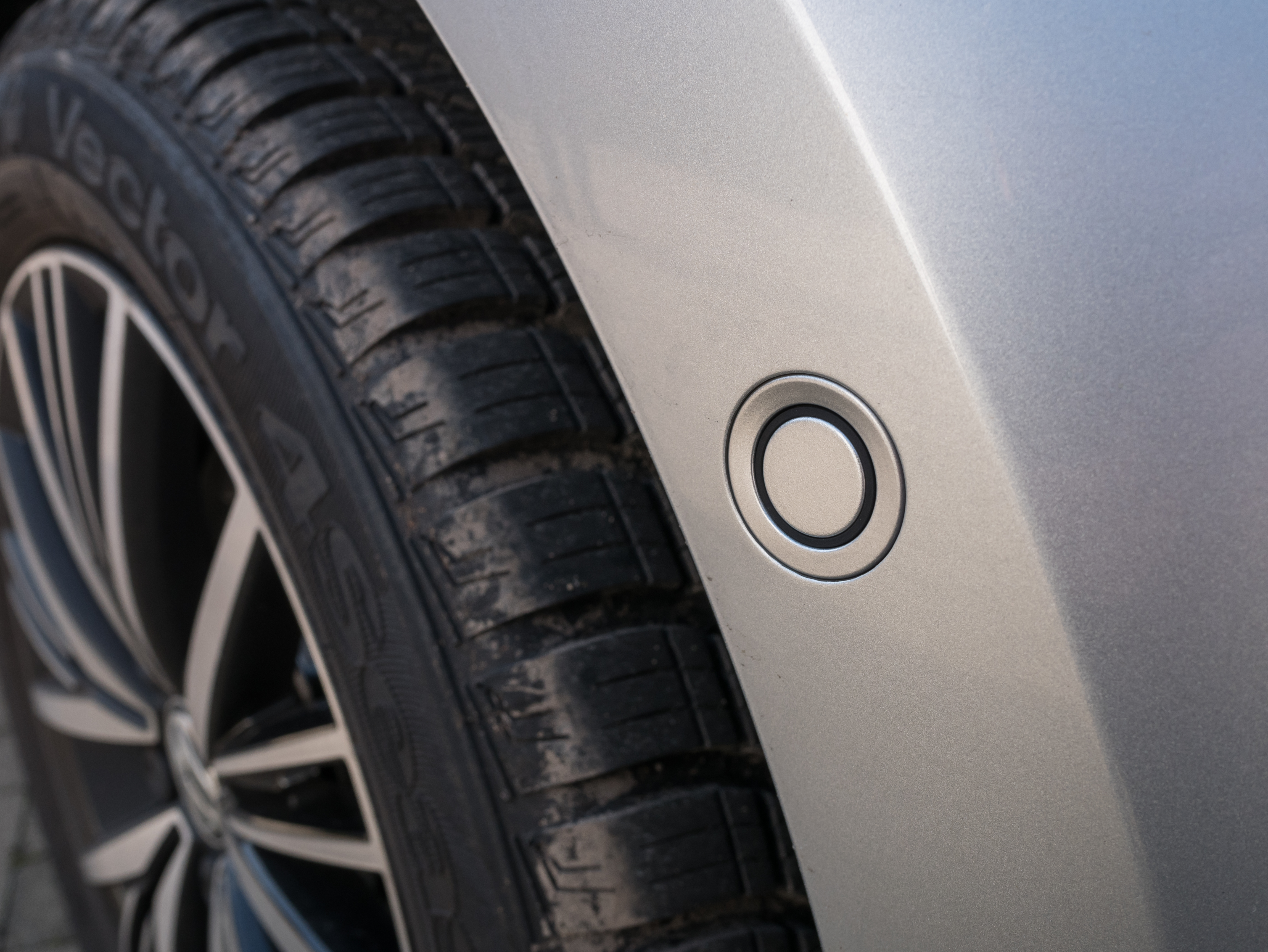
Sensor d'aparcament en un para-xoc

Aquests sistemes incorporen sensors de proximitat ultrasònics per tal de mesurar les distàncies als objectes propers via sensors que van situats en el para-xocs frontal i el del darrere o minimitzats visualment dins de racons o entrades.
Els sensors emeten impulsos acústics, amb una unitat de control que mesura l'interval de retorn de cada senyal reflectit i calculant distàncies d'objecte. El sistema va advertint el conductor amb tons acústics, amb una freqüència que indica la distància a l'objecte, amb tons més ràpids que indiquen més proximitat i un to continu que indica la distància mínima pre-definida. Els sistemes també poden incloure ajuts visuals, com ara pantalles LED o LCD per indicar la distància a l'objecte. Un vehicle pot incloure un pictograma del vehicle a la pantalla d'informació del cotxe, amb una representació dels objectes propers representatscom blocs de colors.
Els sensors de darrere poden ser activats quan es selecciona la marxa enrere i desactivats tan aviat com qualsevol altre marxa és seleccionada.

## Sistemes electromagnètics
El sensor d'aparcament electromagnètic (EPS) va ser reinventat i patentat el 1992 per Mauro Del Signore. Els sensors electromagnètics es basen en el fet que el vehicle es mou lentament i sense problemes cap a l'objecte que s'ha d'evitar. Un cop detectat, l'obstacle, si el vehicle es deté momentàniament en la seva aproximació, el sensor continua donant senyal de presència de l'obstacle. Si el vehicle reprèn la seva maniobra, el senyal d'alarma esdevé cada vegada més ràpid a mesura que s'apropa l'obstacle. Els sensors d'aparcament electromagnètics sovint es venen com que no necessiten fer cap forat oferint un disseny únic que es munta discretament a la cara interior del para-xocs conservant l'"aspecte de fàbrica" del vehicle. Ara també venen equipats amb una càmera conjuntament amb el sensor. El 2018 els Estats Units exigeixen còpies de seguretat de la càmera a tots els cotxes.

## Monitors de punt cec i altres
Monitors de punt cec són una opcióper a la monitorització dels costats del vehicle. Pot incloure també "Alerta de trànsit", que avisa els conductors que surten de la plaça d 'aparcament quan el trànsit "" s'acosta des dels costats.."

## Inventors
Ja en el 1970 l'inventor alemany Rainer Buchmann va desenvolupar sensors d'aparcament. El13 de desembre de 1984 Massimo Ciccarello i Ruggero Lenci (vegeu Llista d'inventors italians) va fer a Itàlia la petició de patent per a sensors ultrasònics d'aparcament, i 16 de novembre de 1988 el Ministeri d'Indústria els va concedir la Patent per invenció industrial n. 1196650.